# جيف بيسيرا
جيف بيسيرا (بالإنجليزية: Jeff Becerra)‏ هو مغني أمريكي، ولد في 15 يونيو 1968 في El Sobrante, Contra Costa County, California ‏ في الولايات المتحدة.